# Mattia Cassani
Mattia Cassani (Borgomanero, 26 agosto 1983) è un ex calciatore italiano, di ruolo difensore.

## Biografia
Sposatosi a Palermo nel dicembre 2010, il 5 gennaio 2011 è diventato padre di Camilla.

## Caratteristiche tecniche
Terzino piuttosto duttile, riesce a giocare sia sulla fascia destra sia su quella sinistra, combinando buone qualità difensive a ottime incursioni in avanti e cross; è stato talvolta impiegato per emergenza nel ruolo di centrale difensivo. Fa del fisico, della determinazione, della corsa e della resistenza le sue doti migliori.

## Carriera

### Club

#### Juventus, Sampdoria e Verona
Cresciuto nel vivaio della Juventus dopo una stagione alla Canavese, con la squadra Primavera dei torinesi vince il Torneo di Viareggio 2003; frattanto il 13 novembre 2002 esordisce in UEFA Champions League, rilevando Marcelo Salas al 3' di recupero nella vittoriosa trasferta dei bianconeri a Kiev contro la Dinamo.
Nel gennaio 2003 Cassani passa in prestito semestrale alla Sampdoria, dove disputa soltanto due presenze da titolare in Serie B poiché il titolare era Stefano Sacchetti e la prima riserva era Nenad Sakić: la prima partita la gioca a Terni contro la Ternana il 12 maggio 2003 (1-1), e la seconda, a promozione già conquistata, sul campo del Verona il 24 maggio (0-0). A fine campionato torna alla Juventus.
Nell'estate 2003 passa in prestito con diritto di riscatto al Verona. In tre anni di cadetteria in gialloblù, periodo nel quale fu soprannominato "lo Zambrotta della cadetteria", gioca dimostrando duttilità in ogni ruolo della difesa, maturando e diventando un giocatore importante della squadra.

#### Palermo

##### 2006-2009
Passa a titolo definitivo al Palermo nella stagione 2006-2007, anche se la società bianconera avrebbe voluto servirsi delle sue prestazioni in vista del campionato di Serie B che si accingeva a disputare in seguito alle sentenze di Calciopoli.
In questa annata aiuta la squadra rosanero a raggiungere uno storico quinto posto in Serie A (migliore risultato di sempre del club rosanero, se si esclude quello della stagione precedente ottenuto in seguito alle sentenze di Calciopoli). L'esordio in rosanero risale al 10 settembre 2006 in Palermo-Reggina (4-3), prima giornata di campionato.
Viene confermato anche per la stagione 2007-2008, nella quale avrà molte possibilità di partire da titolare giocando da esterno di centrocampo nel modulo 3-5-2. Ha realizzato il gol del 3-2 con un potente sinistro da fuori area che ha dato la vittoria al Palermo nella 32ª giornata di campionato contro la Juventus, sua ex squadra; è stato anche il suo primo gol in carriera.
Nella stagione 2008-2009 parte come riserva negli schieramenti tattici di Colantuono, per poi riguadagnare il posto da titolare con l'arrivo, dalla seconda giornata di campionato, del nuovo mister Ballardini. Nelle prime partite gioca molto bene, dando ragione alle scelte del nuovo mister; il suo momento positivo viene incoraggiato dal gol messo a segno per la vittoria contro il Siena (2-0) del 14 dicembre 2008, allorquando un suo tiro-cross dalla corsia destra del campo coglie Gianluca Curci alla sprovvista. È certamente questa la sua migliore stagione tra i professionisti, l'anno della consacrazione.
Il 17 maggio 2009 raggiunge quota 100 presenze in maglia rosanero, così suddivise: 90 in campionato, 4 in Coppa Italia e 6 in Coppa UEFA. Termina la stagione con 36 presenze.

##### 2009-2011
Nella stagione 2009-2010 ripete le positive prestazioni dell'annata precedente, che grazie al modulo e agli schemi del nuovo allenatore Walter Zenga lo rendono uno dei giocatori chiave della squadra. Ripete le prestazioni anche dopo il cambio di allenatore, con Delio Rossi. Il 18 ottobre 2009 raggiunge le 100 presenze in Serie A, tutte con la maglia rosanero, in Livorno-Palermo (1-2). Il 6 dicembre, alla 15ª giornata di campionato che ha visto i rosanero battere per 2-1 il Cagliari, è stato il capitano della squadra vista la contemporanea assenza per squalifica sia di Fabrizio Miccoli che di Fabio Liverani. A questa apparizione con la fascia al braccio si aggiunge quella dell'ultima giornata di campionato in trasferta contro l'Atalanta (vittoria per 2-1), dove Miccoli era assente per infortunio ma Liverani era in campo.
Nella sua quarta stagione al Palermo colleziona 37 presenze in campionato, saltando per squalifica solo la 27ª giornata che ha visto il Palermo battere in casa per 1-0 il Livorno, a cui si aggiungono le 3 presenze in Coppa Italia per un totale di 40 apparizioni (senza reti) che lo fanno essere il calciatore più presente della squadra.
Vice-capitano anche nella stagione 2010-2011, il 2 febbraio 2011, nella 23ª giornata di campionato vinta per 2-1 contro la Juventus, ha raggiunto Gino Giaroli al primo posto della classifica delle presenze in massima serie con la maglia del Palermo, 151, superandolo nella giornata successiva, la vittoriosa trasferta contro il Lecce (4-2). Chiude la stagione con 44 presenze suddivise fra campionato, Coppa Italia e UEFA Europa League; ha guidato la squadra con la fascia di capitano al braccio nella finale di Coppa Italia (dopo aver giocato anche le precedenti 4 partite) persa per 3-1 contro l'Inter, visto che Fabrizio Miccoli è subentrato a partita in corso.
Ancora vice-capitano nella stagione 2011-2012, il 4 agosto, in occasione della sfida di ritorno del terzo turno preliminare di UEFA Europa League contro gli svizzeri del Thun terminata 1-1, ottiene la 15ª presenza nelle competizioni internazionali per club con la maglia del Palermo, raggiungendo così Franco Brienza e Andrea Barzagli in testa a questa speciale classifica. Sarà questa la sua ultima presenza in maglia rosanero, poiché pochi giorni dopo lascia la squadra di sua volontà, dopo averci giocato per 188 volte fra campionato e coppe; in particolare, le 161 presenze in Serie A gli hanno permesso di diventare il calciatore con più presenze in massima serie della storia del Palermo, venendo superato il 5 maggio 2013 da Fabrizio Miccoli.

#### Fiorentina e Genoa
Il 24 agosto 2011 passa alla Fiorentina in prestito oneroso di 2 milioni di euro con diritto di riscatto.
Esordisce in maglia viola in Fiorentina-Bologna (2-0) della seconda giornata di campionato (la prima è stata rinviata) disputata l'11 settembre. Nella partita contro il ChievoVerona del 6 novembre subisce un trauma distorsivo al ginocchio che lo tiene fermo fino a gennaio. Segna il suo primo gol con la Fiorentina nella partita del 5 febbraio 2012 vinta in casa per 3-2 contro l'Udinese e valevole per la 22ª giornata. Chiude la stagione con 26 presenze in campionato e una in Coppa Italia.
Il 2 luglio 2012 viene riscattato dalla Fiorentina per 2,5 milioni di euro.
Il 30 gennaio 2013 passa al Genoa in prestito con diritto di riscatto fissato a 2,5 milioni di euro. Esordisce coi grifoni il 3 febbraio in Genoa-Lazio (3-2) della 23ª giornata, uscendo per infortunio al 25'. Chiude l'annata con altre 4 presenze in campionato; a fine stagione non viene riscattato dal Genoa e torna alla Fiorentina.

#### Parma
L'8 agosto 2013 si trasferisce in prestito con diritto di riscatto al Parma. Debutta in maglia gialloblu nella prima partita utile, cioè il terzo turno di Coppa Italia vinta per 4-0 sul Lecce e disputata il 17 agosto 2013, giocando titolare.
Rientrato alla Fiorentina per fine prestito, in viola è considerato un esubero e pertanto il 25 luglio 2014 torna ad allenarsi coi gialloblu in attesa della formalizzazione del nuovo ingaggio da parte dei parmensi, avvenuto il 28 luglio seguente e stavolta a titolo definitivo.

#### Sampdoria
Il 2 luglio 2015, dopo essersi svincolato dal Parma, si accorda con la Sampdoria, tornando a indossare la maglia blucerchiata a dodici anni di distanza dall'ultima volta, e ritrova Lorenzo De Silvestri, terzino destro con cui si era alternato durante la prima stagione di Cassani a Firenze. Il 30 luglio riesordisce in blucerchiato, giocando dal primo minuto l'andata del terzo turno preliminare di UEFA Europa League 2015-2016 contro il Vojvodina, perso per 4-0, e il ritorno vinto vanamente 0-2.
Esordisce in campionato il 23 agosto 2015 nella partita vinta 5-2 contro il Carpi effettuando l'assist per il gol di Muriel sul 3-0.
Il 14 settembre si infortuna alla gamba sinistra durante la partita contro il Bologna e deve lasciare anzi tempo il campo lasciando spazio al giovane Pedro Pereira. Rientra in campo il 18 ottobre 2015 nel match perso 2-0 col Frosinone subentrando nella fine del secondo tempo a Zukanovic. La partita successiva rientra in campo dal primo minuto nella sfida interna vinta 4-1 contro l'Hellas Verona.

#### Bari
Svincolatosi dalla Sampdoria, firma per il Bari, in Serie B. Fa il suo debutto giocando da titolare contro il Cittadella nella prima giornata di campionato. La stagione termina con la squadra al 12º posto in classifica. Si è ritirato qualche mese dopo il fallimento del Bari

### Nazionale

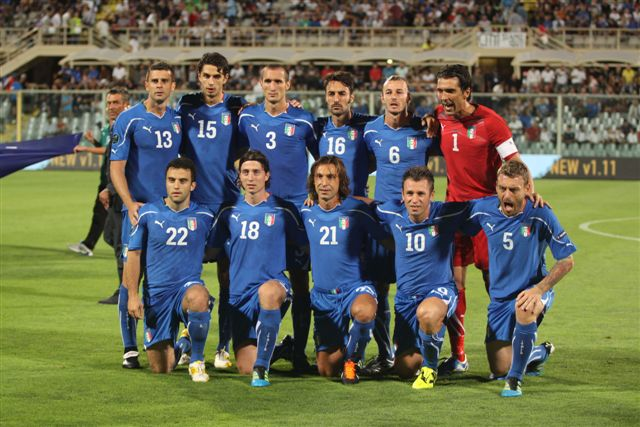
Mattia Cassani (quarto in alto da sinistra) con la maglia dell'Italia nella gara contro la Slovenia del 6 settembre 2011

Esordisce con la maglia della nazionale Under-20 il 10 giugno 2003 in Italia-Messico (3-2), valevole per il Torneo di Tolone. Con l'Under-20 colleziona in totale 6 presenze, tutte nel 2003, ai tempi della militanza con il Verona.
In seguito, sempre sotto contratto con i gialloblù, viene spesso convocato in nazionale Under-21 di Serie B, ma soprattutto il 3 settembre 2005 riceve la convocazione per la partita di qualificazione agli Europei Under-21 del 2006 contro la Bielorussia di tre giorni dopo a Borisov, ma non scende in campo nella partita poi terminata 1-1.
La positiva stagione 2008-2009 porta il giocatore, il 28 maggio 2009, a venir convocato per la prima volta in nazionale maggiore in occasione della partita amichevole contro l'Irlanda del Nord del 6 giugno (3-0). Appresa la notizia ha dichiarato: «Sono euforico per aver meritato l'attenzione di Lippi, questo è per me un motivo di grande orgoglio.» Termina l'esperienza senza però scendere in campo nella partita.
Viene nuovamente convocato, l'8 novembre 2009, in vista delle partite amichevoli del 14 e 18 novembre rispettivamente contro Paesi Bassi e Svezia. In panchina per tutti i 90' della prima partita, fa il suo esordio con gli azzurri nel secondo incontro, vinto per 1-0, subentrando all'inizio del secondo tempo a Christian Maggio e rendendosi protagonista di una buona prova.
Viene convocato per il ritiro della nazionale azzurra in vista dei Mondiali 2010, inserito in una lista di 30 giocatori poi ridotta a 28; il 1º giugno 2010 viene escluso della lista dei 23 atleti effettivamente convocati per la competizione.
Il 6 agosto 2010 ottiene la convocazione da parte del nuovo CT Cesare Prandelli per la partita amichevole contro la Costa d'Avorio del 10 agosto. In tale partita, finita 1-0 per gli africani, è subentrato al 70' al posto di Marco Motta.
Convocato anche per le partite contro Estonia e Fær Øer valide per le qualificazioni all'Europeo 2012, gioca per la prima volta da titolare la prima di queste vinta in trasferta per 2-1, esordendo dunque nelle competizioni ufficiali. In tutto saranno 4 le apparizioni nel girone di qualificazione.
In seguito, nel 2012, disputa anche una gara di qualificazione ai Mondiali del 2014. Quella sarà la sua ultima presenza in nazionale, dove chiude con 11 gettoni complessivi.

## Statistiche

### Presenze e reti nei club
| Stagione          | Squadra           | Campionato        | Campionato | Campionato | Coppe nazionali | Coppe nazionali | Coppe nazionali | Coppe continentali | Coppe continentali | Coppe continentali | Altre coppe | Altre coppe | Altre coppe | Totale | Totale |
| Stagione          | Squadra           | Comp              | Pres       | Reti       | Comp            | Pres            | Reti            | Comp               | Pres               | Reti               | Comp        | Pres        | Reti        | Pres   | Reti   |
| ----------------- | ----------------- | ----------------- | ---------- | ---------- | --------------- | --------------- | --------------- | ------------------ | ------------------ | ------------------ | ----------- | ----------- | ----------- | ------ | ------ |
| 2002-gen. 2003    | Juventus          | A                 | 0          | 0          | CI              | 0               | 0               | UCL                | 1                  | 0                  | SI          | 0           | 0           | 1      | 0      |
| gen.-giu. 2003    | Sampdoria         | B                 | 2          | 0          | CI              | 0               | 0               | -                  | -                  | -                  | -           | -           | -           | 2      | 0      |
| 2003-2004         | Verona            | B                 | 37         | 0          | CI              | 1               | 0               | -                  | -                  | -                  | -           | -           | -           | 38     | 0      |
| 2004-2005         | Verona            | B                 | 40         | 0          | CI              | 3               | 0               | -                  | -                  | -                  | -           | -           | -           | 43     | 0      |
| 2005-2006         | Verona            | B                 | 41         | 0          | CI              | 2               | 0               | -                  | -                  | -                  | -           | -           | -           | 43     | 0      |
| Totale Verona     | Totale Verona     | Totale Verona     | 118        | 0          |                 | 6               | 0               |                    | -                  | -                  |             | -           | -           | 124    | 0      |
| 2006-2007         | Palermo           | A                 | 30         | 0          | CI              | 2               | 0               | CU                 | 5                  | 0                  | -           | -           | -           | 37     | 0      |
| 2007-2008         | Palermo           | A                 | 26         | 1          | CI              | 2               | 0               | CU                 | 1                  | 0                  | -           | -           | -           | 29     | 1      |
| 2008-2009         | Palermo           | A                 | 36         | 1          | CI              | 0               | 0               | -                  | -                  | -                  | -           | -           | -           | 36     | 1      |
| 2009-2010         | Palermo           | A                 | 37         | 0          | CI              | 3               | 0               | -                  | -                  | -                  | -           | -           | -           | 40     | 0      |
| 2010-2011         | Palermo           | A                 | 32         | 0          | CI              | 5               | 0               | UEL                | 7                  | 0                  | -           | -           | -           | 44     | 0      |
| ago. 2011         | Palermo           | A                 | 0          | 0          | CI              | 0               | 0               | UEL                | 2                  | 0                  | -           | -           | -           | 2      | 0      |
| Totale Palermo    | Totale Palermo    | Totale Palermo    | 161        | 2          |                 | 12              | 0               |                    | 15                 | 0                  |             | -           | -           | 188    | 2      |
| ago. 2011-2012    | Fiorentina        | A                 | 26         | 1          | CI              | 1               | 0               | -                  | -                  | -                  | -           | -           | -           | 27     | 1      |
| 2012-gen. 2013    | Fiorentina        | A                 | 8          | 0          | CI              | 2               | 0               | -                  | -                  | -                  | -           | -           | -           | 10     | 0      |
| Totale Fiorentina | Totale Fiorentina | Totale Fiorentina | 34         | 1          |                 | 3               | 0               |                    | -                  | -                  |             | -           | -           | 37     | 1      |
| gen.-giu. 2013    | Genoa             | A                 | 5          | 0          | CI              | 0               | 0               | -                  | -                  | -                  | -           | -           | -           | 5      | 0      |
| 2013-2014         | Parma             | A                 | 36         | 0          | CI              | 2               | 0               | -                  | -                  | -                  | -           | -           | -           | 38     | 0      |
| 2014-2015         | Parma             | A                 | 18         | 0          | CI              | 0               | 0               | -                  | -                  | -                  | -           | -           | -           | 18     | 0      |
| Totale Parma      | Totale Parma      | Totale Parma      | 54         | 0          |                 | 2               | 0               |                    | -                  | -                  |             | -           | -           | 56     | 0      |
| 2015-2016         | Sampdoria         | A                 | 25         | 0          | CI              | 1               | 0               | UEL                | 2                  | 0                  | -           | -           | -           | 28     | 0      |
| Totale Sampdoria  | Totale Sampdoria  | Totale Sampdoria  | 27         | 0          |                 | 1               | 0               |                    | 2                  | 0                  |             | -           | -           | 30     | 0      |
| 2016-2017         | Bari              | B                 | 21         | 0          | CI              | 2               | 0               | -                  | -                  | -                  | -           | -           | -           | 23     | 0      |
| 2017-2018         | Bari              | B                 | 7          | 0          | CI              | 1               | 0               | -                  | -                  | -                  | -           | -           | -           | 8      | 0      |
| Totale Bari       | Totale Bari       | Totale Bari       | 28         | 0          |                 | 3               | 0               |                    |                    |                    |             |             |             | 31     | 0      |
| Totale carriera   | Totale carriera   | Totale carriera   | 424        | 3          |                 | 27              | 0               |                    | 18                 | 0                  |             | 0           | 0           | 474    | 3      |

### Cronologia presenze e reti in nazionale
| Cronologia completa delle presenze e delle reti in nazionale ― Italia | Cronologia completa delle presenze e delle reti in nazionale ― Italia | Cronologia completa delle presenze e delle reti in nazionale ― Italia | Cronologia completa delle presenze e delle reti in nazionale ― Italia | Cronologia completa delle presenze e delle reti in nazionale ― Italia | Cronologia completa delle presenze e delle reti in nazionale ― Italia | Cronologia completa delle presenze e delle reti in nazionale ― Italia | Cronologia completa delle presenze e delle reti in nazionale ― Italia |
| Data                                                                  | Città                                                                 | In casa                                                               | Risultato                                                             | Ospiti                                                                | Competizione                                                          | Reti                                                                  | Note                                                                  |
| --------------------------------------------------------------------- | --------------------------------------------------------------------- | --------------------------------------------------------------------- | --------------------------------------------------------------------- | --------------------------------------------------------------------- | --------------------------------------------------------------------- | --------------------------------------------------------------------- | --------------------------------------------------------------------- |
| 18-11-2009                                                            | Cesena                                                                | Italia                                                                | 1 – 0                                                                 | Svezia                                                                | Amichevole                                                            | -                                                                     | 46’                                                                   |
| 3-3-2010                                                              | Monaco                                                                | Italia                                                                | 0 – 0                                                                 | Camerun                                                               | Amichevole                                                            | -                                                                     | 82’                                                                   |
| 10-8-2010                                                             | Londra                                                                | Italia                                                                | 0 – 1                                                                 | Costa d'Avorio                                                        | Amichevole                                                            | -                                                                     | 70’                                                                   |
| 3-9-2010                                                              | Tallinn                                                               | Estonia                                                               | 1 – 2                                                                 | Italia                                                                | Qual. Euro 2012                                                       | -                                                                     |                                                                       |
| 8-10-2010                                                             | Belfast                                                               | Irlanda del Nord                                                      | 0 – 0                                                                 | Italia                                                                | Qual. Euro 2012                                                       | -                                                                     |                                                                       |
| 17-11-2010                                                            | Klagenfurt am Wörthersee                                              | Romania                                                               | 1 – 1                                                                 | Italia                                                                | Amichevole                                                            | -                                                                     | 61’                                                                   |
| 9-2-2011                                                              | Dortmund                                                              | Germania                                                              | 1 – 1                                                                 | Italia                                                                | Amichevole                                                            | -                                                                     | 53’                                                                   |
| 7-6-2011                                                              | Liegi                                                                 | Italia                                                                | 0 – 2                                                                 | Irlanda                                                               | Amichevole                                                            | -                                                                     |                                                                       |
| 6-9-2011                                                              | Firenze                                                               | Italia                                                                | 1 – 0                                                                 | Slovenia                                                              | Qual. Euro 2012                                                       | -                                                                     |                                                                       |
| 11-10-2011                                                            | Pescara                                                               | Italia                                                                | 3 – 0                                                                 | Irlanda del Nord                                                      | Qual. Euro 2012                                                       | -                                                                     |                                                                       |
| 11-9-2012                                                             | Modena                                                                | Italia                                                                | 2 – 0                                                                 | Malta                                                                 | Qual. Mondiali 2014                                                   | -                                                                     |                                                                       |
| Totale                                                                |                                                                       | Presenze                                                              | 11                                                                    |                                                                       | Reti                                                                  | 0                                                                     |                                                                       |

## Palmarès

### Club
- Torneo di Viareggio: 1

Juventus: 2003